# 蒙塔尔旺
蒙塔尔旺是葡萄牙波塔莱格雷区的一个堂区。总面积123.87平方公里，总人口597人，人口密度4.8人/平方公里。